# نيكولاي ستانسيو
نيكولاي ستانسيو (بالرومانية: Nicolae Stanciu)‏ (13 نوفمبر 1973 ببوخارست في رومانيا - ) هو لاعب كرة قدم روماني في مركز الدفاع. لعب مع أنجي محج قلعة وبيهور أوراديا ورابيد بوخارست.